# Castillo de Zalamea de la Serena

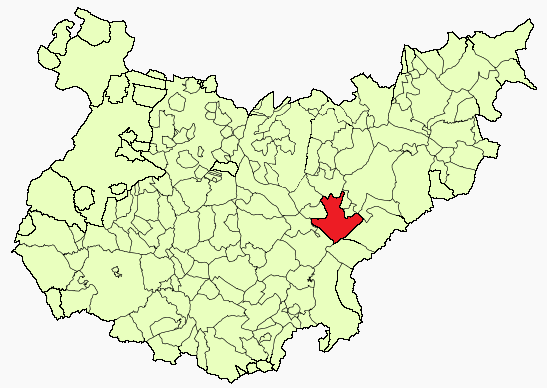
Ubicación del castillo en la provincia de Badajoz.

El castillo de Zalamea de la Serena es una fortificación situada en las inmediaciones del pueblo del mismo nombre español en la comarca de  La Serena y provincia de Badajoz, a 153 km de Badajoz.

## Historia
Durante la Reconquista el rey  Fernando III el Santo tomó la población de Zalamea en el año 1232 ayudado por las fuerzas de la Orden de Alcántara. Ello hace pensar que en ese lugar existía un enclave militar islámico si bien lo que se puede contemplar en la actualidad se construyó en épocas posteriores. La planta, las torres en las esquinas y el hecho de estar situado en la propia población es similar a otras fortificaciones de este tipo que se construyeron en el siglo XV.

## El castillo
Tiene planta rectangular regular con torres en los ángulos. Tenía una cerca exterior llamada «cerca vieja» de la se aprovecharon elementos para las construcciones posteriores. A esta cerca vieja se la llamaba barbacana y, si bien está en muy mal estado de conservación y arruinada una buena parte de ella, conserva algunos cubos o torreones. Todavía permanecen las cuatro torres de los ángulos de la muralla principal aunque falta el lienzo del flanco occidental. Junto a este flanco construyó  Juan de Zúñiga, Maestre de la Orden de Alcántara, un palacio en el siglo XV.
Los nombres de las torres eran los siguientes: la Torre del homenaje, que es la de mayor porte. Es prismática y tiene un buen sistema defensivo como tener la puerta de acceso elevada varios metros del nivel del suelo exterior; la «Torre de Oscura» ubicada en el ángulo suroccidental. Para su defensa cuenta con pasadizos muy estrechos por los que hay que circular para moverse por la torre así como tener que subir y bajar varios tramos de escaleras hasta la terraza para luego tener que descender por otros, lo mismo que tiene la «Torre de las Higueras» con la única diferencia que el intrincado sistema de subidas y bajadas angostas es más sencillo en esta última; la «Torre Mocha» es la única que su parte inferior es hueca y está situada en el ángulo nororiental..
Al igual que otros castillos de la época, tenía edificaciones adosadas a los cuatro muros perimetrales que daban a un patio interior. En estas se ubicaban las personas que atendían las funciones administrativas del castillo pero han desaparecido. Solo permanece el aljibe situado en el centro del patio de armas el cual se construyó en el siglo XVI. Avanzado este siglo comienza el abandono del castillo y su paulatina destrucción. En el año 1826 se instaló un cementerio en el interior del castillo, cementerio que fue abandonado recientemente quedando el castillo completamente abandonado..